# Biollante
Biollante (jap. ビオランテ Biorante) – fikcyjny gigantyczny potwór (kaijū), występujący w japońskim filmie fantastycznonaukowym z serii o Godzilli pod tytułem Godzilla kontra Biollante (jap. ゴジラVSビオランテ Gojira vs Biorante; ang. Godzilla vs. Biollante) z 1989 roku, w reżyserii Kazuki Omori. Biollante był jednym z pierwszych (obok Battry, Spacegodzilli i Destruktora), nowych adwersarzy Godzilli z serii Heisei.

## Opis potwora
Biollante jest mutantem, powstałym za sprawą znanego naukowca doktora Shiragami (Kōji Takahashi), który skrzyżował komórki swojej zmarłej córki o imieniu Erika (Yasuko Sawaguchi), z materiałem genetycznym pochodzącym od uwielbianych przez jego córkę róż oraz samoregenerujących się komórek Godzilli (znalezionych w ruinach Tokio, zniszczonego przez potwora w 1984 roku). W wyniku tej kombinacji powstaje monstrualna zwierzęco-roślinna hybryda, która w swoim pierwotnym stadium przypomina ogromną różę. W pierwszym starciu Godzilla pokonuje Biollante, paląc go swoim radioaktywnym podmuchem. Mimo to zamiast ponieść śmierć Biollante powraca, przeistaczając się w jeszcze większe monstrum z paszczą najeżoną zębami. Walka kończy się wycofaniem ciężko rannego Godzilli do oceanu, zaś Biollante zamienia się w świecący pył, który ulatuje w kosmos, uwalniając tym samym duszę Eriki.

## Dane podstawowe

### Wymiary
- Stadium róży – wysokość: 85 metrów; waga: od 60 000 do 100 000 ton[1]
- Stadium końcowe – wysokość: 120 metrów; waga: 200 000 ton[1]

### Zdolności
Biollante mimo swoich ogromnych rozmiarów był zdolny bardzo szybko poruszać się na kończynach przypominających korzenie. Z ciała potwora wyrastały bardzo długie pnącza przypominające macki z chwytnymi paszczami na końcu. Ostateczna forma Biollante atakowała Godzillę najeżoną zębami paszczą oraz plując kwasem.

## Filmografia
- Godzilla kontra Biollante
- Godzilla kontra Kosmogodzilla